# Pfarrkirche Hönigsberg

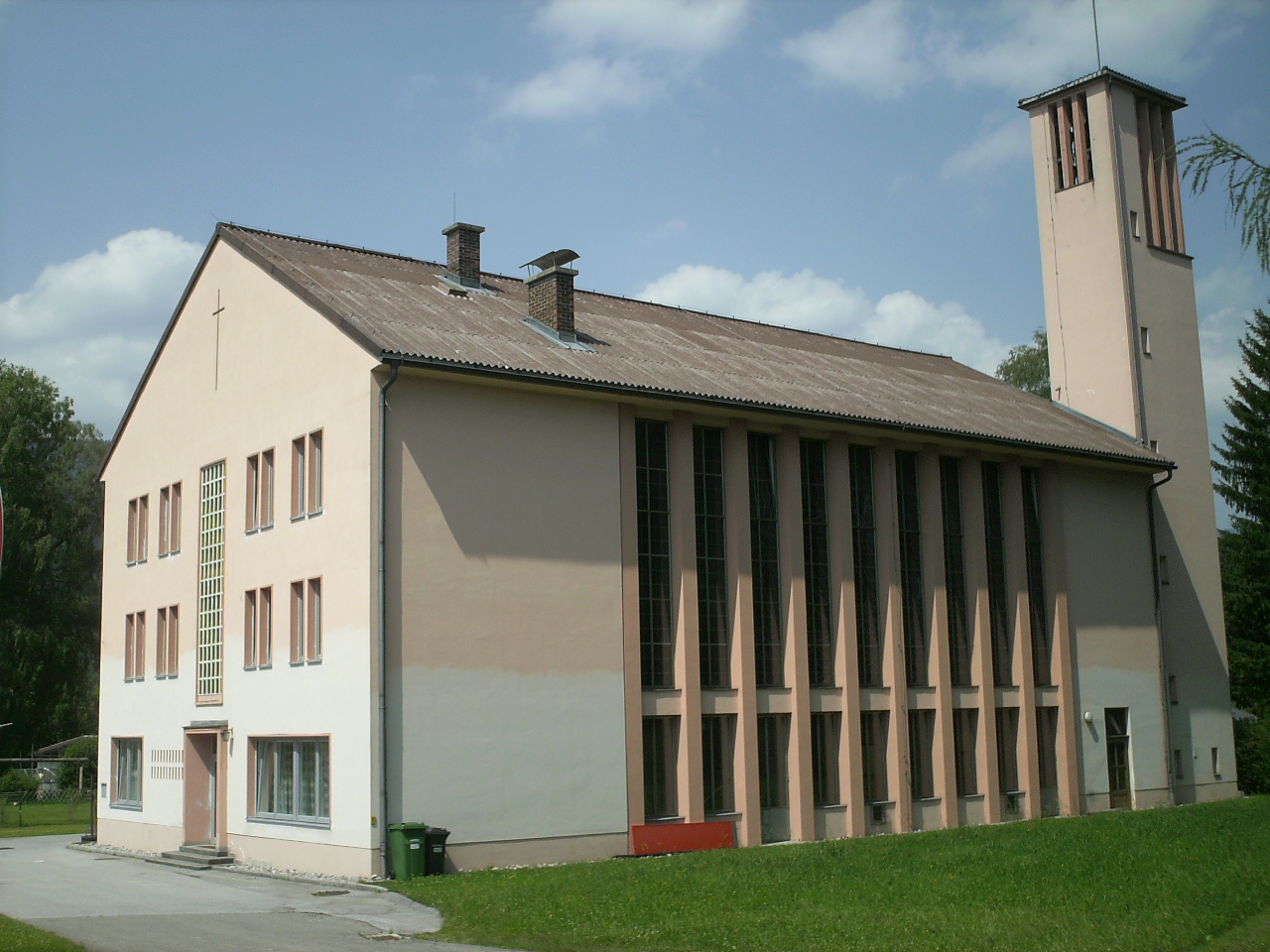
Katholische Pfarrkirche Zum Gekreuzigten Heiland in Hönigsberg

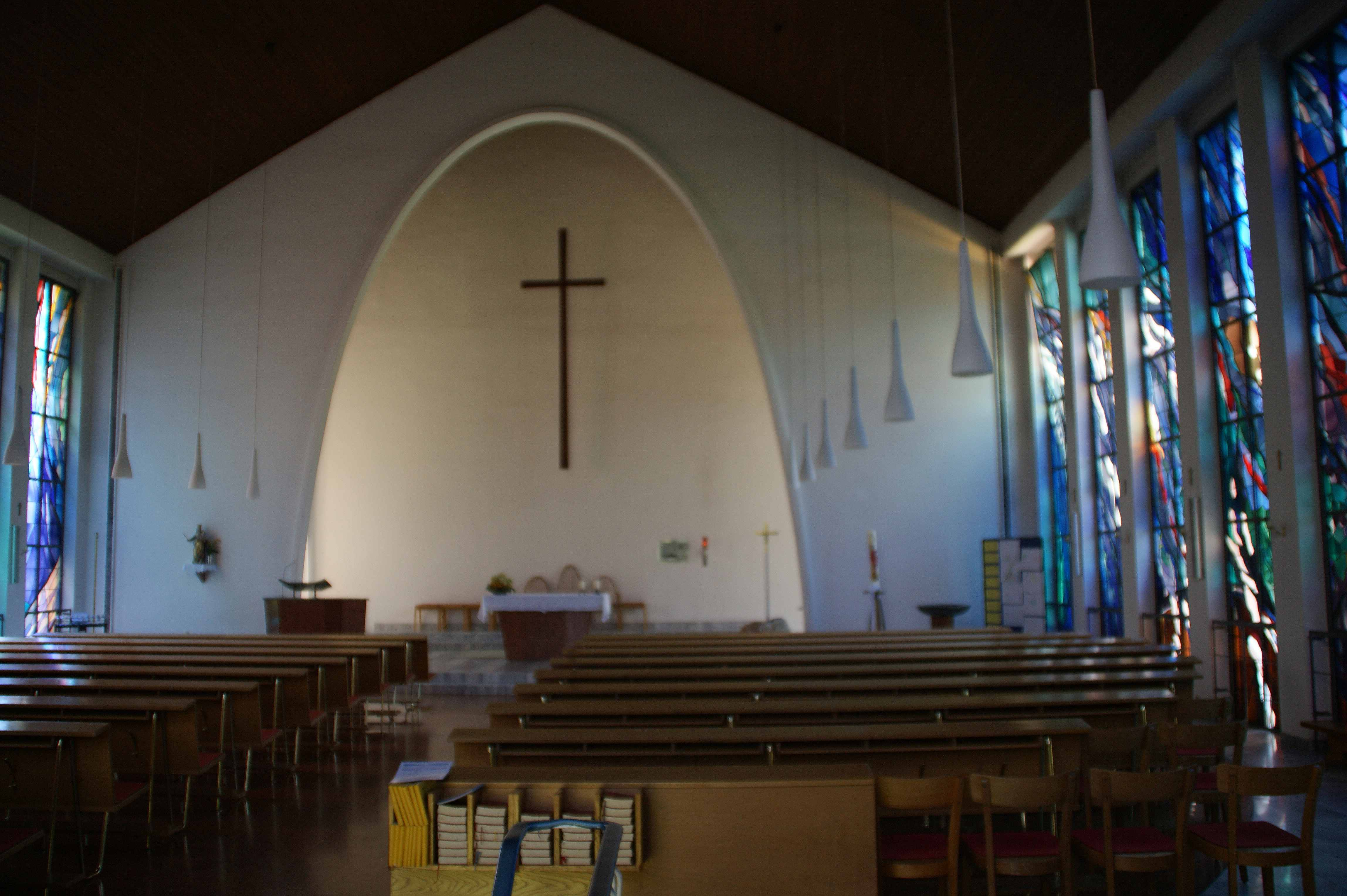
Innenansicht der Pfarrkirche

Die Pfarrkirche Hönigsberg steht im Ort Hönigsberg in der Stadtgemeinde Mürzzuschlag im Bezirk Bruck-Mürzzuschlag in der Steiermark. Die auf den Gekreuzigten Heiland geweihte römisch-katholische Pfarrkirche gehört zum Dekanat Mürztal in der Diözese Graz-Seckau. Die Kirche steht unter Denkmalschutz (Listeneintrag).

## Geschichte
1949 kaufte der Pfarrer von Langenwang ein brachliegendes Industriegrundstück mit einer nie in Betrieb gegangenen Fabrikshalle und die dazugehörigen Baracken. Anfangs wurde in einer Baracke eine Notkirche eingerichtet. 1956 wurde die Entscheidung getroffen, die leer stehende Fabrikshalle zur Kirche umzubauen. Am 23. November 1958 wurde die Kirche geweiht. 1962 wurde die Kirche zur Pfarrkirche erhoben.

## Architektur
Die Glasfenster schuf die Malerin Edith Temmel.